# Gran Premio de Questor de 1971

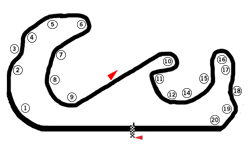
Ontario Motor Speedway

El Gran Premio de Questor de 1971 fue una carrera de Fórmula 1 y Fórmula 5000 fuera del campeonato, celebrada en el autódromo Ontario Motor Speedway, en Ontario, California, el 28 de marzo de 1971. La carrera fue ganada por Mario Andretti en un Ferrari, quien rápidamente superó al ganador de la pole Jackie Stewart en un Tyrrell-Ford, y ganó ambas mangas de manera contundente. Stewart fue segundo en ambas mangas, y Denny Hulme en un McLaren-Ford logró obtener el tercer lugar en la sumatoria, en virtud de un desempate sobre Chris Amon en un Matra. Desafortunadamente, los problemas financieros de la empresa matriz hicieron que esta fuera la única vez que se corriera la carrera. La Fórmula 1 finalmente regresó a California. 

## Carrera
El Ontario Motor Speedway fue diseñado como el «Indianapolis del oeste», y la pista ovalada coincidió con Indianapolis Motor Speedway hasta las medidas de la pista y el peralte de 9 ° 11 'en las esquinas. Pero ahí es donde terminaron las similitudes. Donde las tribunas en Indianápolis tenían que apretarse en el espacio disponible, las de Ontario eran amplias y abiertas. En lugar de los pits cortos y estrechos en Indy, el pit lane se extendía a lo largo de la recta delantera y era lo suficientemente ancho como para ser utilizado como pista de competición. Los constructores también crearon un circuito en el infield, corriendo casi 3.2 millas, y diseñado para mantener la mayor parte de la acción cerca de las tribunas como sea posible. El campo usó toda la recta principal y una de las curvas peraltadas, antes de entrar en el cuadro y negociar varias curvas. También se construyó con las últimas especificaciones de la FIA, y los autos de Fórmula 1 fueron invitados en la primavera después de la apertura de la pista. 
La carrera que no era del campeonato antes de un Gran Premio propuesto, a partir de 1972, pero la Questor Corporation patrocinadora tuvo problemas financieros después de este evento y tuvo que retirar su participación. La Fórmula 1 nunca volvió a correr en Ontario. Pero la idea de la categoría en la costa oeste de Estados Unidos finalmente se hizo realidad, cinco años después en Long Beach. 
La carrera se corrió en dos series de 32 vueltas, con un sistema de puntos basado en la posición final de cada serie determinando la posición final. Cada serie otorgó puntos de la siguiente manera: 40-35-32-30-28-26-24, luego un punto menos por cada lugar hasta un punto para el 30. El campo de los coches de Fórmula 1 se complementó con un grupo de entradas de Fórmula A (Fórmula 5000 con inyección de combustible y otras diferencias menores). A pesar de que la pista estaba a 6,000 millas de Inglaterra, un enorme fondo de premios de $ 278,400 (incluso más grande que el publicado por Watkins Glen) aseguró una gran participación. 

### Inscritos
- Brabham: El equipo regresó con lo que sería la entrada estándar para 1971, con Graham Hill en la única BT34 "pinza de langosta" (en la que había marcado la vuelta más rápida la semana anterior en Brands Hatch), y Tim Schenken en un BT33 de 1970.
- BRM: El equipo de Bourne apareció con tres autos. Pedro Rodríguez y Jo Siffert estaban en la P160 y Howden Ganley en la P153. BRM se desempeñó bastante bien financieramente con tres autos entre los 10 primeros.
- Ferrari: La escudería originalmente había inscrito tres autos, pero luego se redujo a dos, ya que Clay Regazzoni se quedó atrás para las pruebas. La decisión de correr a Mario Andretti se vio recompensada con su segunda victoria en menos de un mes.
- Lotus: Se suponía que debía usarse la turbina 56B, ya que su velocidad máxima más alta presumiblemente sería una ventaja en la sección ovalada para la que había sido diseñada originalmente. Pero el equipo adoptó un enfoque más conservador, debido a las posibles recompensas financieras del evento.
- March: La fábrica solo tenía un 711 completo para Ronnie Peterson y se negó a ejecutar ninguno de los 701 restantes. 
  - Frank Williams ingresó el último 711, para Henri Pescarolo, y también ingresó un 701 con suspensión reconstruida para Derek Bell.
  - El STP Racing con sede en Estados Unidos ingresó al 701 que Andretti había usado en 1970 para John Cannon.
- Matra: Jean-Pierre Beltoise todavía estaba suspendido de las carreras por su papel en la muerte de Ignazio Giunti, por lo que el equipo solo corrió un auto para Chris Amon.
- McLaren: McLaren tuvo la entrada habitual, sin cambios.
- Surtees: Sorprendentemente, el equipo se saltó este evento, diciendo que el viaje sería demasiado caro, a pesar del enorme fondo de premios.
- Tyrrell: Ambos pilotos habían sido inscritos, pero el equipo terminó manteniendo a François Cevert en Europa para las pruebas de neumáticos y sacudiendo el auto 003. Esta sería la última vez que el modelo 001 competiría hasta Watkins Glen.

## Lista de entradas
La lista completa de inscritos para el Gran Premio de Questor de 1971 se describe a continuación:
| N.º | Piloto               | Equipo                         | Chasis  | Chasis | Motor         | Motor        | Neu. |
| --- | -------------------- | ------------------------------ | ------- | ------ | ------------- | ------------ | ---- |
| 2   | Emerson Fittipaldi   | Gold Leaf Team Lotus           | Lotus   | 72C    | Ford Cosworth | DFV 3.0 V8   | F    |
| 3   | Reine Wisell         | Gold Leaf Team Lotus           | Lotus   | 72C    | Ford Cosworth | DFV 3.0 V8   | F    |
| 4   | Jacky Ickx           | Scuderia Ferrari SpA SEFAC     | Ferrari | 312B   | Ferrari       | 001 3.0 F12  | F    |
| 5   | Mario Andretti       | Scuderia Ferrari SpA SEFAC     | Ferrari | 312B   | Ferrari       | 001 3.0 F12  | F    |
| 6   | Denny Hulme          | Bruce McLaren Motor Racing     | McLaren | M19A   | Ford Cosworth | DFV 3.0 V8   | G    |
| 7   | Peter Gethin         | Bruce McLaren Motor Racing     | McLaren | M14A   | Ford Cosworth | DFV 3.0 V8   | G    |
| 8   | Jackie Stewart       | Elf Team Tyrrell               | Tyrrell | 001    | Ford Cosworth | DFV 3.0 V8   | G    |
| 9   | François Cevert      | Elf Team Tyrrell               | Tyrrell | 002    | Ford Cosworth | DFV 3.0 V8   | G    |
| 10  | Chris Amon           | Equipe Matra Sports            | Matra   | MS120B | Matra         | MS71 3.0 V12 | G    |
| 11  | Jean-Pierre Beltoise | Equipe Matra Sports            | Matra   | MS120B | Matra         | MS71 3.0 V12 | G    |
| 12  | Pedro Rodríguez      | Yardley Team BRM               | BRM     | P160   | BRM           | P142 3.0 V12 | F    |
| 14  | Jo Siffert           | Yardley Team BRM               | BRM     | P160   | BRM           | P142 3.0 V12 | F    |
| 15  | Howden Ganley        | Yardley Team BRM               | BRM     | P153   | BRM           | P142 3.0 V12 | F    |
| 16  | John Surtees         | Brooke Bond Oxo Team Surtees   | Surtees | TS9    | Ford Cosworth | DFV 3.0 V8   | F    |
| 17  | Derek Bell           | Frank Williams Racing Cars     | March   | 701    | Ford Cosworth | DFV 3.0 V8   | G    |
| 18  | Henri Pescarolo      | Frank Williams Racing Cars     | March   | 711    | Ford Cosworth | DFV 3.0 V8   | G    |
| 19  | Graham Hill          | Motor Racing Developments Ltd. | Brabham | BT34   | Ford Cosworth | DFV 3.0 V8   | G    |
| 20  | Tim Schenken         | Motor Racing Developments Ltd. | Brabham | BT33   | Ford Cosworth | DFV 3.0 V8   | G    |
| 21  | Ronnie Peterson      | STP March Racing Team          | March   | 711    | Ford Cosworth | DFV 3.0 V8   | F    |
| 22  | Andrea de Adamich    | STP March Racing Team          | March   | 711    | Alfa Romeo    | T33 3.0 V8   | F    |
| 23  | Alex Soler-Roig      | STP March Racing Team          | March   | 711    | Ford Cosworth | DFV 3.0 V8   | F    |
| 25  | John Cannon          | STP March Racing Team          | March   | 701    | Ford Cosworth | DFV 3.0 V8   | F    |
| 26  | Mark Donohue         | Penske Racing                  | Lola    | T192   | Chevrolet     | 5.0 V8       | F    |
| 27  | George Follmer       | Brian O'Neil Racing            | Lotus   | 70B    | Ford          | 5.0 V8       | F    |
| 28* | A. J. Foyt           | Agapiou Brothers               | McLaren | M10B   | Chevrolet     | 5.0 V8       |      |
| 29  | Ron Grable           | Charlie Hayes Racing           | Lola    | T190   | Chevrolet     | 5.0 V8       |      |
| 30  | Sam Posey            | Champcarr Inc.                 | Surtees | TS8    | Chevrolet     | 5.0 V8       |      |
| 31  | Peter Revson         | Milestone Racing Team          | Surtees | TS8    | Chevrolet     | 5.0 V8       |      |
| 32  | Swede Savage         | Junor-Tarozzi Racing           | Eagle   | Mk5    | Chevrolet     | 5.0 V8       |      |
| 33  | Al Unser             | Kastner-Brophy Racing          | Lola    | T192   | Chevrolet     | 5.0 V8       |      |
| 34  | Tony Adamowicz       | American Racing Associates     | Lola    | T192   | Chevrolet     | 5.0 V8       | G    |
| 35  | Bob Bondurant        | Competition Developments       | Lola    | T192   | Chevrolet     | 5.0 V8       |      |
| 36  | Gus Hutchison        | Aero Structures Developments   | ASD     | Mk1    | Chevrolet     | 5.0 V8       |      |
| 37  | Lou Sell             | Smothers Brothers Racing Team  | Lola    | T192   | Chevrolet     | 5.0 V8       |      |
| 38  | Bobby Unser          | Charlie Hayes Racing           | Lola    | T190   | Chevrolet     | 5.0 V8       |      |
| 40† | Pete Lovely          | Pete Lovely Volkswagen Inc.    | Lotus   | 49B    | Ford Cosworth | DFV 3.0 V8   | F    |
| 45† | David Hobbs          | Hogan Racing                   | McLaren | M10B   | Chevrolet     | 5.0 V8       |      |
| 47† | Jack Byers           | Competition Developments       | Lola    | T190   | Chevrolet     | 5.0 V8       |      |

- * Jackie Stewart también condujo el auto # 28 en la práctica.
- † Lovely, Hobbs y Byers se representan como entradas de reserva.

## Práctica

### Resultados
Esta fue la primera carrera de Fórmula 1 en cronometrar milésimas de segundo. 
| Pos. | N.º | Piloto             | Constructor       | Tiempo   | Brecha  |
| ---- | --- | ------------------ | ----------------- | -------- | ------- |
| 1    | 8   | Jackie Stewart     | Tyrrell-Ford      | 1:41.257 | -       |
| 2    | 10  | Chris Amon         | Matra             | 1:41.275 | +0.018  |
| 3    | 4   | Jacky Ickx         | Ferrari           | 1:41.531 | +0.274  |
| 4    | 6   | Denny Hulme        | McLaren-Ford      | 1:42.458 | +1.201  |
| 5    | 14  | Pedro Rodríguez    | BRM               | 1:42.473 | +1.216  |
| 6    | 19  | Graham Hill        | Brabham-Ford      | 1:42,763 | +1.506  |
| 7    | 26  | Mark Donohue       | Lola-Chevrolet    | 1:43,211 | +1.954  |
| 8    | 14  | Jo Siffert         | BRM               | 1:43,350 | +2.093  |
| 9    | 2   | Emerson Fittipaldi | Lotus-Ford        | 1:43,358 | +2.101  |
| 10   | 27  | George Follmer     | Lotus-Ford        | 1:43,474 | +2.217  |
| 11   | 2   | Reine Wisell       | Lotus-Ford        | 1:43.535 | +2.278  |
| 12   | 5   | Mario Andretti     | Ferrari           | 1:43.542 | +2.285  |
| 13   | 18  | Henri Pescarolo    | March-Ford        | 1:43,709 | +2.452  |
| 14   | 20  | Tim Schenken       | Brabham-Ford      | 1:43.772 | +2.515  |
| 15   | 30  | Sam Posey          | Surtees-Chevrolet | 1:44.128 | +2.871  |
| 16   | 25  | John Cannon        | March-Ford        | 1:44.231 | +2.974  |
| 17   | 21  | Ronnie Peterson    | March-Ford        | 1:44.360 | +3.103  |
| 18   | 15  | Howden Ganley      | BRM               | 1:44.379 | +3.122  |
| 19   | 17  | Derek Bell         | March-Ford        | 1:44,977 | +3.720  |
| 20   | 7   | Peter Gethin       | McLaren-Ford      | 1:45,310 | +4.053  |
| 21   | 37  | Lou Sell           | Lola-Chevrolet    | 1:45,397 | +4.140  |
| 22   | 29  | Ron Grable         | Lola-Chevrolet    | 1:45.402 | +4.145  |
| 23   | 35  | Bob Bondurant      | Lola-Chevrolet    | 1:45,528 | +4.271  |
| 24   | 31  | Peter Revson       | Surtees-Chevrolet | 1:45,668 | +4.411  |
| 25   | 34  | Tony Adamowicz     | Lola-Chevrolet    | 1:47.831 | +6.574  |
| 26   | 33  | Al Unser           | Lola-Chevrolet    | 1:48.172 | +6.915  |
| 27   | 38  | Bobby Unser        | Lola-Chevrolet    | 1:48.512 | +7.255  |
| 28   | 36  | Gus Hutchison      | ASD-Chevrolet     | 1:50,954 | +9.697  |
| 29   | 32  | Swede Savage       | Eagle-Chevrolet   | 1:51.509 | +10.252 |
| 30   | 28  | AJ Foyt            | McLaren-Chevrolet | 1:52.229 | +10.972 |
| Ret  | 45  | David Hobbs        | McLaren-Chevrolet | 1:45,331 | +4.074  |
| Ret  | 40  | Pete Lovely        | Lotus-Ford        | 1:47,269 | +6.012  |
| Ret  | 47  | Jack Byers         | Lola-Chevrolet    | 1:54,468 | +13.211 |

## Manga 1

### Resultados
| Pos. | N.º | Piloto             | Constructor       | Vueltas | Tiempo/Retirado        | Parrilla | Puntos |
| ---- | --- | ------------------ | ----------------- | ------- | ---------------------- | -------- | ------ |
| 1    | 5   | Mario Andretti     | Ferrari           | 32      | 56: 03.052             | 12       | 40     |
| 2    | 8   | Jackie Stewart     | Tyrrell-Ford      | 32      | +3.000                 | 1        | 35     |
| 3    | 14  | Jo Siffert         | BRM               | 32      | +44.329                | 8        | 32     |
| 4    | 6   | Denny Hulme        | McLaren-Ford      | 32      |                        | 4        | 30     |
| 5    | 4   | Jacky Ickx         | Ferrari           | 32      |                        | 3        | 28     |
| 6    | 10  | Chris Amon         | Matra             | 32      |                        | 2        | 26     |
| 7    | 20  | Tim Schenken       | Brabham-Ford      | 31      | +1 vuelta              | 14       | 24     |
| 8    | 15  | Howden Ganley      | BRM               | 31      | +1 vuelta              | 18       | 23     |
| 9    | 26  | Mark Donohue       | Lola-Chevrolet    | 31      | +1 vuelta              | 7        | 22     |
| 10   | 29  | Ron Grable         | Lola-Chevrolet    | 31      | +1 vuelta              | 22       | 21     |
| 11   | 7   | Peter Gethin       | McLaren-Ford      | 31      | +1 vuelta              | 20       | 20     |
| 12   | 38  | Bobby Unser        | Lola-Chevrolet    | 31      | +1 vuelta              | 27       | 19     |
| 13   | 17  | Derek Bell         | March-Ford        | 31      | +1 vuelta              | 19       | 18     |
| 14   | 37  | Lou Sell           | Lola-Chevrolet    | 30      | +2 vueltas             | 21       | 17     |
| 15   | 25  | John Cannon        | March-Ford        | 30      | Acelerador             | 16       | 16     |
| 16   | 21  | Ronnie Peterson    | March-Ford        | 26      | Suspensión             | 17       | 15     |
| 17   | 2   | Emerson Fittipaldi | Lotus-Ford        | 25      | Motor                  | 9        | 14     |
| 18   | 30  | Sam Posey          | Lola-Chevrolet    | 25      | Calentamiento excesivo | 15       | 13     |
| 19   | 36  | Gus Hutchison      | ASD-Chevrolet     | 25      | Eléctricos             | 28       | 12     |
| 20   | 12  | Pedro Rodríguez    | BRM               | 21      | +11 vueltas            | 5        | 11     |
| 21   | 3   | Reine Wisell       | Lotus-Ford        | 17      | Encendido              | 11       | 10     |
| 22   | 18  | Henri Pescarolo    | March-Ford        | 16      | Miembro cruzado        | 13       | 9      |
| 23   | 33  | Al Unser           | Lola-Chevrolet    | 16      | Presión del aceite     | 26       | 8      |
| 24   | 35  | Bob Bondurant      | Lola-Chevrolet    | 15      | Motor                  | 23       | 7      |
| 25   | 34  | Tony Adamowicz     | Lola-Chevrolet    | 12      | Motor                  | 25       | 6      |
| 26   | 31  | Peter Revson       | Surtees-Chevrolet | 11      | Caja de cambios        | 24       | 5      |
| 27   | 32  | Swede Savage       | Eagle-Chevrolet   | 10      | Accidente              | 29       | 4      |
| 28   | 19  | Graham Hill        | Brabham-Ford      | 8       | Presión del aceite     | 6        | 3      |
| 29   | 28  | AJ Foyt            | Lola-Chevrolet    | 6       | Suspensión             | 30       | 2      |
| 30   | 27  | George Follmer     | Lotus-Ford        | 3       | Motor                  | 10       | 1      |

## Manga 2

### Resultados
| Pos. | N.º | Piloto             | Constructor       | Vueltas | Tiempo/Retirado      | Parrilla | Puntos |
| ---- | --- | ------------------ | ----------------- | ------- | -------------------- | -------- | ------ |
| 1    | 5   | Mario Andretti     | Ferrari           | 32      | 55: 45.358           | 1        | 40     |
| 2    | 8   | Jackie Stewart     | Tyrrell-Ford      | 32      | +12.300              | 2        | 35     |
| 3    | 10  | Chris Amon         | Matra             | 32      | +12.583              | 6        | 32     |
| 4    | 12  | Pedro Rodríguez    | BRM               | 32      |                      | 20       | 30     |
| 5    | 6   | Denny Hulme        | McLaren-Ford      | 32      |                      | 4        | 28     |
| 6    | 20  | Tim Schenken       | Brabham-Ford      | 32      |                      | 7        | 26     |
| 7    | 29  | Ron Grable         | Lola-Chevrolet    | 32      |                      | 10       | 24     |
| 8    | 7   | Peter Gethin       | McLaren-Ford      | 32      |                      | 11       | 23     |
| 9    | 25  | John Cannon        | March-Ford        | 31      | +1 vuelta            | 15       | 22     |
| 10   | 34  | Tony Adamowicz     | Lola-Chevrolet    | 31      | +1 vuelta            | 25       | 21     |
| 11   | 15  | Howden Ganley      | BRM               | 30      | +2 vueltas           | 8        | 20     |
| 12   | 37  | Lou Sell           | Lola-Chevrolet    | 29      | +3 vueltas           | 14       | 19     |
| 13   | 14  | Jo Siffert         | BRM               | 28      | +4 vueltas           | 3        | 18     |
| 14   | 36  | Gus Hutchison      | ASD-Chevrolet     | 27      | +5 vueltas           | 19       | 17     |
| 15   | 18  | Henri Pescarolo    | March-Ford        | 24      | Suspensión           | 22       | 16     |
| 16   | 21  | Ronnie Peterson    | March-Ford        | 17      | +15 vueltas          | 16       | 15     |
| 17   | 17  | Derek Bell         | March-Ford        | 15      | Suspensión           | 13       | 14     |
| 18   | 30  | Sam Posey          | Surtees-Chevrolet | 13      | Motor                | 18       | 13     |
| 19   | 2   | Emerson Fittipaldi | Lotus-Ford        | 10      | Enlace de engranajes | 17       | 12     |
| 20   | 38  | Bobby Unser        | Lola-Chevrolet    | 9       | Motor                | 12       | 11     |
| 21   | 26  | Mark Donohue       | Lola-Chevrolet    | 5       | Presión del aceite   | 9        | 10     |
| 22   | 28  | AJ Foyt            | McLaren-Chevrolet | 2       | Motor                | 23       | 9      |
| 23   | 4   | Jacky Ickx         | Ferrari           | 2       | Suspensión           | 5        | 8      |
| DNS  | 3   | Reine Wisell       | Lotus-Ford        |         |                      |          | 7      |
| DNS  | 33  | Al Unser           | Lola-Chevrolet    |         |                      |          | 6      |
| DNS  | 35  | Bob Bondurant      | Lola-Chevrolet    |         |                      |          | 5      |
| DNS  | 31  | Peter Revson       | Surtees-Chevrolet |         |                      |          | 4      |
| DNS  | 32  | Swede Savage       | Águila-Chevrolet  |         |                      |          | 3      |
| DNS  | 19  | Graham Hill        | Brabham-Ford      |         |                      |          | 2      |
| DNS  | 27  | George Follmer     | Lotus-Ford        |         |                      |          | 1      |

## Resultado final
| Pos. | N.º | Piloto             | Constructor       | Vueltas | Tiempo/Retirado      | Parrilla | Puntos |
| ---- | --- | ------------------ | ----------------- | ------- | -------------------- | -------- | ------ |
| 1    | 5   | Mario Andretti     | Ferrari           | 64      | 1:51:48.410          | 12       | 80     |
| 2    | 8   | Jackie Stewart     | Tyrrell-Ford      | 64      | 1:52: 04.324         | 1        | 70     |
| 3    | 6   | Denny Hulme        | McLaren-Ford      | 64      | 1:53: 16.982         | 4        | 58     |
| 4    | 10  | Chris Amon         | Matra             | 64      | 1:53: 29.684         | 2        | 58     |
| 5    | 20  | Tim Schenken       | Brabham-Ford      | 63      | +1 vuelta            | 14       | 50     |
| 6    | 14  | Jo Siffert         | BRM               | 60      | +4 vueltas           | 8        | 50     |
| 7    | 29  | Ron Grable         | Lola-Chevrolet    | 63      | +1 vuelta            | 22       | 45     |
| 8    | 7   | Peter Gethin       | McLaren-Ford      | 63      | +1 vuelta            | 20       | 43     |
| 9    | 15  | Howden Ganley      | BRM               | 61      | +3 vueltas           | 18       | 43     |
| 10   | 12  | Pedro Rodríguez    | BRM               | 53      | +11 vueltas          | 5        | 41     |
| 11   | 4   | Jacky Ickx         | Ferrari           | 34      | Accidente            | 3        | 39     |
| 12   | 25  | John Cannon        | March-Ford        | 60      | +4 vueltas           | 16       | 38     |
| 13   | 37  | Lou Sell           | Lola-Chevrolet    | 59      | +5 vueltas           | 21       | 36     |
| 14   | 26  | Mark Donohue       | Lola-Chevrolet    | 36      | Mecánico             | 7        | 36     |
| 15   | 17  | Derek Bell         | March-Ford        | 46      | Suspensión           | 19       | 32     |
| 16   | 26  | Bobby Unser        | Lola-Chevrolet    | 40      | Motor                | 27       | 32     |
| 17   | 34  | Tony Adamowicz     | Lola-Chevrolet    | 43      | Mecánico             | 25       | 30     |
| 18   | 21  | Ronnie Peterson    | March-Ford        | 43      | Mecánico             | 17       | 30     |
| 19   | 26  | Gus Hutchison      | ASD-Chevrolet     | 52      | +12 vueltas          | 28       | 29     |
| 20   | 2   | Emerson Fittipaldi | Lotus-Ford        | 35      | Enlace de engranajes | 9        | 26     |
| 21   | 30  | Sam Posey          | Surtees-Chevrolet | 38      | Motor                | 15       | 26     |
| 22   | 18  | Henri Pescarolo    | March-Ford        | 40      | Suspensión           | 13       | 25     |
| 23   | 3   | Reine Wisell       | Lotus-Ford        | 17      | Encendido            | 11       | 17     |
| 24   | 33  | Al Unser           | Lola-Chevrolet    | 16      | Presión del aceite   | 26       | 14     |
| 25   | 35  | Bob Bondurant      | Lola-Chevrolet    | 15      | Motor                | 23       | 12     |
| 26   | 28  | AJ Foyt            | McLaren-Chevrolet | 10      | Motor                | 30       | 11     |
| 27   | 31  | Peter Revson       | Surtees-Chevrolet | 11      | Caja de cambios      | 24       | 9      |
| 28   | 32  | Swede Savage       | Eagle-Plymouth    | 11      | Accidente            | 29       | 7      |
| 29   | 19  | Graham Hill        | Brabham-Ford      | 8       | Línea de aceite      | 6        | 5      |
| 30   | 27  | George Follmer     | Lotus-Ford        | 3       | Balancín             | 10       | 2      |